# نمیژ
نمیژ (به چکی: Nemíž) یک منطقهٔ مسکونی در جمهوری چک است که در تهوف واقع شده‌است.